# Сибирская улица (Новосибирск)
Сиби́рская улица — улица в Железнодорожном районе Новосибирска. Начинается от перекрёстка с улицами Державина и Советской, пересекает Нарымскую улицу и заканчивается, соединяясь с Вокзальной магистралью. К Сибирской улице также примыкают Бурлинская и Енисейская улицы с северо-западной нечётной стороны и Иркутская улица с юго-восточной.

## Исторические здания
Андреевское училище — здание, построенное в 1912 году по проекту архитектора А. Д. Крячкова. Главный фасад здания был направлен на несохранившуюся Андреевскую площадь. Памятник архитектуры регионального значения. В настоящее время (2015 год) в здании расположен Региональный центр спортивной подготовки.

## Организации
- Библиотека имени А. П. Чехова
- Гакумон Додзе, клуб айкидо
- Сибирская ассоциация джиу-джитсу
- Федерация ушу Новосибирской области
- Гимназия № 4
- Объединенный сервисно-визовый центр
- Гостиница Новосибирского цирка
- «Александровский сад», бизнес-центр

## Известные жители
- Николай Яковлевич Самохин (1934—1989) — советский писатель в жанре сатиры и юмористической прозы[2].

- Владлен Егорович Бирюков (1942—2005) — советский и российский актёр театра и кино, лауреат Государственной премии СССР, народный артист Российской Федерации. Жил в доме по улице Сибирская № 51[3].

- Тихонов, Александр Иванович, биатлонист.

## Транспорт
На улице Сибирской отсутствуют остановки наземного транспорта. В непосредственной близости находится станция метро Площадь Гарина-Михайловского (~ 241 м от места соединения улицы с Вокзальной магистралью), а также пригородный (~ 299) и железнодорожный (~ 415) вокзалы, объединённые в крупный железнодорожный узел Новосибирск-Главный.